# Durame
Durame é uma cidade no sudeste da Etiópia. O centro administrativo da Zona Kembata Tembaro da Região das Nações, Nacionalidades e Povos do Sul (SNNPR), esta cidade tem uma latitude e longitude de 7° 14′ N, 37° 53′ L, com uma elevação de 2.101 metros acima do nível do mar. É cercada pelo woreda (tipo de divisão administrativa da Etiópia) de Damboya. Durame é a principal cidade para o povo de língua Kambaata.
De acordo com o Escritório de Finanças e Desenvolvimento Econômico do SNNPR, as comodidades de Durame de 2003 incluem acesso a telefone digital, serviço postal, serviço elétrico 24 horas, duas agências bancárias (Banco Global e Banco Comercial da Etiópia) e um hospital.
Após a invasão italiana, em 8 de maio de 1936, uma guerra civil eclodiu entre a população local e os remanescentes de Amhara, forçando os missionários locais a evacuar a área. Em 1962, foi construída uma estrada ligando Durame a Hosaena; as pontes sobre os rios Markos e Dembe foram construídas em 1968.

## Dados demográficos
Com base no Censo de 2007 realizado pela CSA, este woreda tem uma população total de 24.472 pessoas, das quais 12.173 são homens e 12.299 são mulheres. A maioria dos habitantes é protestante, com 86,51% da população relatando essa crença, 7,39% pratica o cristianismo ortodoxo etíope e 4,93% são católicos.